# Комбайнд-Локс (Вісконсин)
Комбайнд-Локс (англ. Combined Locks) — селище (англ. village) в США, в окрузі Автаґемі штату Вісконсин. Населення — 3634 особи (2020).

## Географія
Комбайнд-Локс розташований за координатами 44°15′51″ пн. ш. 88°18′24″ зх. д. / 44.26417° пн. ш. 88.30667° зх. д. (44.264256, -88.306749).  За даними Бюро перепису населення США в 2010 році селище мало площу 4,87 км², з яких 4,41 км² — суходіл та 0,45 км² — водойми.

## Демографія
Згідно з переписом 2010 року, у селищі мешкало 3328 осіб у 1232 домогосподарствах у складі 953 родин. Густота населення становила 684 особи/км².  Було 1263 помешкання (259/км²).
Расовий склад населення:
| - 96,7 % — білих - 1,5 % — азіатів - 0,6 % — корінних американців - 0,2 % — чорних або афроамериканців - 0,1 % — вихідців з тихоокеанських островів |

До двох чи більше рас належало 0,6 %. Частка іспаномовних становила 2,0 % від усіх жителів.
За віковим діапазоном населення розподілялося таким чином: 28,5 % — особи молодші 18 років, 57,3 % — особи у віці 18—64 років, 14,2 % — особи у віці 65 років та старші. Медіана віку мешканця становила 38,8 року. На 100 осіб жіночої статі у селищі припадало 100,2 чоловіків;  на 100 жінок у віці від 18 років та старших — 99,5 чоловіків також старших 18 років.
Середній дохід на одне домашнє господарство  становив 70 265 доларів США (медіана — 61 034), а середній дохід на одну сім'ю — 77 392 долари (медіана — 67 304). Медіана доходів становила 51 792 долари для чоловіків та 39 419 доларів для жінок. За межею бідності перебувало 0,7 % осіб, у тому числі 0,0 % дітей у віці до 18 років та 3,6 % осіб у віці 65 років та старших.
Цивільне працевлаштоване населення становило 1859 осіб. Основні галузі зайнятості: виробництво — 26,0 %, освіта, охорона здоров'я та соціальна допомога — 21,2 %, роздрібна торгівля — 11,2 %, науковці, спеціалісти, менеджери — 9,8 %.